# Samurai Shodown: Edge of Destiny
Samurai Shodown: Edge of Destiny, conhecido como Samurai Spirits: Flash (サムライスピリッツ閃) no Japão e por abreviadamente por SS:EoD, é o quarto jogo em 3D da série de jogos de luta Samurai Shodown, desenolvida pela SNK, e o 11º título da série inteira. Nele trabalharam o K2 LLC, mais conhecido pelos seus trabalhos na série Tenchu, de stealth, começando com Tenchu: Warth of Heaven (o terceiro título da série), e também o principal artista da sub-série 3D de SS, Senri Kita, retornando com seus trabalhos.

## Desenvolvimento
O desenvolvimento do jogo foi primeiramente anunciado ao público no evento "All Nippon Amusement Machine Operator's Union (AOU)" de 2006 onde foi dado uma data parcial de lançamento provisória, sendo o pelo fim de 2007. Contudo, no evento do "Tokyo Game Show" de 2007, a data foi retirada, mas foi mencionada que o jogo já estava perto de estar completo para o futuro lançamento para os arcades japoneses. Desde o fim de outubro de 2007, o jogo tem sua versão beta sido testada ao redor dos fliperamas do Japão. Em 13 de dezembro, 2007, o site oficial do jogo foi criado junto com um boletim de 4 outros sites de locais para os testes, sendo estes Tóquio, Kanagawa, Osaka e Chiba. Os testes começaram no dia 20 de dezembro e terminaram em 24 de dezembro. O site oficial também confirma um eventual lançamento em 2008. Os primeiros testes para outros países tomaram lugar em Hong Kong de 20 a 21 de dezembro. Com este anúncio, veio o título internacional. Aoi Nanase, o designer dos personagens do primeiro OVA da série, anunciou em seu blog pessoal que os produtores oficiais tinham como intenção usar bastante do ideal Makai e que usarão um efeito sengoku-jidai.
Em 9 de fevereiro, 2008, a propaganda do terceiro local de teste foi listado no site oficial japonês nos quatro diferentes locais. Os testes duraram de 14 a 19 de fevereiro. A propaganda também dizia que esta seria o último round dos testes. Também na mesma época, uma data de lançamento provisória listada como "Primavera de 2008" para os arcades japoneses foi agendada no site de Hong Kong da SNK Playmore.
Em dezembro de 2007, houve mais algumas novidades sobre um lançamento internacional. Apesar disto, em 3 de março de 2008, um novo local para testes foi anunciado para os EUA. O teste seria num evento que durasse um único dia, começando de tarde no dia anterior até às 6 da manhã de 8 de março. O boletim também mencionou testes para o The King of Fighters '98 Ultimate Match. O diretor do departamento de marketing da SNK Playmore USA, Mark Rudolph, falou que o lançamento para consoles seria antecipado para ter lugar na próxima geração dos consoles na época. Testes da versão beta semelhante foram também feitos no México em 14 de março.
Até o momento, não existem informações sobre o local do jogo na cronologia da série, sendo especulado que seja antes dos eventos de Samurai Shodown: Warriors Rage (Playstation), onde Haohmaru possui uma aparência mais velha (fato pode ser comprovado ao assistir o trailer do jogo, onde o mesmo ainda possui a sua aparência jovem), ou que o jogo não é canônico à série.

## Elenco
Quase a metade do elenco revelado durante os testes beta são novos personagens à série. Os personagens Killian e Rimururu foram revelados aos jogadores de sua presença no jogo durante a segunda fase dos testes de dezembro. Em 17 de janeiro, 2008, dois personagens foram listados no site oficial japonês. Cada personagem já possuíam seus esboços dos níveis de habilidade, da lista de golpes e um pouco da história. Desde então, o site continuou a ser atualizado da mesma maneira, semanalmente. No evento do "All Nippon Amusement Machine Operator's Union (AOU)" de 2008, Jubei Yagyu e um novo personagem, Claude, foram revelados. Alguns personagens são homenagens ao estilo de luta com espadas tradicional (o lutador de lança coreano, Kim, e um ancião samurai dobrador de lanças, Jinbei), enquanto que outros tomam liberdades mais contemporâneas e/ou artísticas (J, um afro samurai, e Gallows, um viking que usa de machados). Os personagens confirmados são:
| - Haohmaru - Nakoruru - Hanzo Hattori - Galford - Ukyo Tachibana - Wan-fu - Kyoshiro Senryo - Charlotte - Jubei Yagyu - Genjuro Kibagami - Rimururu - Sogetsu Kazama - Kazuki Kazama | Lutadores - Takechiyo - Suzuhime - Angelica - Gallows - J - Kim Hye-Ryen - Valter - Jinbei Sugamata - Black Hawk - Killian - Claude - Draco Chefe - Golba |

## Sinopse
Amakusa, Zankuro e Gaoh estavam mortos, Ambrosia  selada e presa em sua dimensão, Mizuki livre e trabalhando como artista para Kioshiro, e todos estavam em paz novamente, pois o mal parecia estar controlado. Porém,  anos depois, um general chamado Golba na América do Norte está decidido a criar um grande império e dominar todo o mundo, se tornar um imperador, matando todos aqueles que tentam se opor a seus planos de dominação, os heróis novamente se unem para combater Golba e acabar com suas ambições.
Nota: Embora Golba seja o chefe, ele parece não ser inspirado em nenhuma figura histórica real, embora ele possa se relacionado a Napoleão Bonaparte, pois sua criação deve ter sido inspirada nele.